# Club Cultural Deportivo Géminis
El Club Cultural Deportivo Géminis, conocido como Géminis, es un club deportivo del distrito limeño de Comas, en el departamento de Lima, Perú. Fue fundado el 29 de octubre de 1967 y sus disciplinas más destacadas son vóleibol y fútbol.
Su equipo de vóleibol es parte de la Liga Nacional Superior de Voleibol del Perú y su equipo de fútbol participa actualmente en la Copa Perú.
Cuenta en la Actualidad con:
- Equipo Mayor de Fútbol
- CARF Géminis (Academia de fútbol del club)
- Fútbol 90

- Master Profesional de Fútbol
- Master Amateur de Fútbol

## Historia

### Copa Perú
En la Copa Perú 2011, llegó por primera vez a la Etapa Nacional, donde sería eliminado en octavos de final por Universidad Nacional de Ucayali.
Mientras que en la temporada 2012, llegó hasta la semifinal de la Etapa Departamental, donde sería eliminado por Deportivo Municipal.
El 2015, tras superar como subcampeón la etapa distrital, clasificó hasta la cuarta etapa del Interligas donde fue eliminado por Deportivo Independiente Miraflores en una pareja serie. El cuadro azul ganó la ida 2-1, pero sucumbió en la vuelta por 2-0.
El 2018 logró ganar por primera vez el Interligas. En la etapa departamental fue eliminado en semifinales ante Social Venus de Huacho por un marcador global de 3-2.

## Uniforme

### Indumentaria y patrocinador
| Periodo       | Patrocinador |
| ------------- | ------------ |
| 2012          | Aster        |
| 2013-presente | NewLife      |

| Periodo           | Patrocinador                                                                                    |
| ----------------- | ----------------------------------------------------------------------------------------------- |
| 2017 - Actualidad | La Viga - Ferretería Libertad - Ferretería el Sol - Reumasol - Kanpai - Clínica Dental Calderón |

## Palmarés

### Fútbol

#### Torneos regionales
| Competición regional             | Títulos                 | Subcampeonatos                |
| -------------------------------- | ----------------------- | ----------------------------- |
| Etapa Regional - Región IV (1/1) | 2010.                   | 2011.                         |
| Liga Departamental de Lima (0/1) |                         | 2010.                         |
| Interligas de Lima (1/1)         | 2018.                   | 2010.                         |
| Liga Distrital de Comas (4/5)    | 1986, 2014, 2017, 2019. | 2009, 2010, 2015, 2018, 2025. |

### Vóley Femenino

#### Torneos nacionales
| Competición                        | Campeón                       | Segundo lugar                                   |
| ---------------------------------- | ----------------------------- | ----------------------------------------------- |
| Liga Nacional Superior de Voleibol | 3 (2007-08, 2009-10, 2011-12) | 5 (2004-05, 2005-06, 2008-09, 2010-11, 2014-15) |

#### Torneos internacionales
| Competición             | Campeón | Segundo lugar |
| ----------------------- | ------- | ------------- |
| Campeonato Sudamericano |         | 1 (2010)      |